# Stor-Abborrtjärnen, Härjedalen
Stor-Abborrtjärnen är en sjö i Härjedalens kommun i Härjedalen och ingår i Ljusnans huvudavrinningsområde.